# پتی مورین
پتی مورین (Patti Murin) بازیگر، خواننده و رقصنده آمریکایی است. او نقش اصلی را در برادوی، در لیسترینا جونز (۲۰۱۱) و نقش پرنسس آنا در منجمد (۲۰۱۸) ایفا کرده‌است. او همچنین از سال ۲۰۱۶ تا ۲۰۱۹ نقش دکتر نینا شور را در درام پزشکی ان بی سی شیکاگو مد داشت.

## اوایل زندگی
مورین در هوپ ویل جانکشن، نیویورک به دنیا آمده و بزرگ شد، و با حضور دانشگاه سیراکیوز، در رشته تئاتر موزیکال تحصیل کرد.

## حرفه
مورین کار خود را در تئاتر منطقه ای و با بازی در نقش پولی در تئاتر دیوانهٔ شما در فلوریدا آغاز کرد.
او در فیلم Love on Iceland به همراه همسرش کالین دونل، ظاهر شد.

## زندگی شخصی
در تاریخ ۱۹ ژوئن سال ۲۰۱۵، مورین با کالین دونل ، همبازیاش در فیلم درد بیهوده عشق ، در نیویورک ازدواج کرد.

## آثار

### تلویزیون
| سال       | عنوان                 | نقش           | یادداشت                |
| --------- | --------------------- | ------------- | ---------------------- |
| ۲۰۱۲      | قبل از ساختن آن       | آنا           | فیلم تلویزیونی         |
| ۲۰۱۲–۲۰۱۶ | درد سلطنتی            | آنا / آوا     | نقش مهمان؛ ۲ قسمت      |
| ۲۰۱۶–۲۰۱۹ | بیمارستان شیکاگو      | دکتر نینا شور | تکرار نقش؛ ۱۸ قسمت     |
| ۲۰۱۸      | آتش‌نشانی شیکاگو       | دکتر نینا شور | قسمت: "این خیریه نیست" |
| ۲۰۱۹      | تعطیلات برای قهرمانان | پام           | فیلم تلویزیونی         |
| سال ۲۰۲۰  | عشق به ایسلند         | ایزابلا       | فیلم تلویزیونی         |

### تئاتر
منابع:
| سال‌ها)    | تولید                                                   | نقش                             | محل                       | دسته‌بندی        |
| --------- | ------------------------------------------------------- | ------------------------------- | ------------------------- | --------------- |
| ۲۰۰۲      | دیوانهٔ تو                                               | پولی بیکر                       | تئاتر Broward Stage       | منطقه ای        |
| ۲۰۰۳      | چگونه در کسب و کار موفق شوید بدون اینکه واقعاً تلاش کنید | رزماری پیلکینگتون               | تئاتر Broward Stage       | منطقه ای        |
| ۲۰۰۳      | رژه                                                     | خانم فرانسیس فاگان              | تئاتر Broward Stage       | منطقه ای        |
| ۲۰۰۴      | آنی اسلحه ات را بگیر                                    | آنی اوکلی                       | تئاتر Broward Stage       | منطقه ای        |
| ۲۰۰۵      | پرنسس‌ها                                                 | تام / آنابل                     | تئاتر خیابان ۵            | خارج از شهر     |
| ۲۰۰۵      | میرته                                                   | گروه                            | شرکت تئاتر یورک           | خارج از برادوی  |
| ۲۰۰۶      | دیو و دلبر                                              | دلبر                            | مختلف                     | تور آمریکا      |
| ۲۰۰۷      | زانادو                                                  | چرخش (کلیو/ کیرا)               | تئاتر هلن هیز             | برادوی          |
| ۲۰۰۷      | زانادو                                                  | خواننده دهه ۴۰، تتیس (جایگزینی) | تئاتر هلن هیز             | برادوی          |
| ۲۰۰۷      | زانادو                                                  | کاپیتان رقص (تعویض)             | تئاتر هلن هیز             | برادوی          |
| ۲۰۱۰      | تسلیم شوید                                              | لیستراستا جونز                  | مرکز تئاتر دالاس          | منطقه ای        |
| ۲۰۱۱      | لیستراستا جونز                                          | لیستراستا جونز                  | شرکت تئاتر حمل و نقل گروه | خارج از برادوی  |
| ۲۰۱۱      | پری دریایی کوچک                                         | پرنسس آریل                      | مونی                      | منطقه ای        |
| ۲۰۱۱      | لیستراستا جونز                                          | لیستراستا جونز                  | تئاتر والتر کر            | برادوی          |
| ۲۰۱۲–۲۰۱۳ | شرور                                                    | گلیندا (جایگزینی)               | مختلف                     | اولین تور ملی   |
| ۲۰۱۳      | درد بیهوده عشق                                          | شاهزاده                         | تئاتر دلاکورت             | شکسپیر در پارک  |
| ۲۰۱۴      | پرواز در شب                                             | دافنه                           | نمایشنامه نویس‌های افق     | خارج از برادوی  |
| ۲۰۱۴      | مسافرخانه                                               | لیندا میسون                     | کالاهای خانگی اپرا        | منطقه ای        |
| ۲۰۱۵      | خانم، خوب باش                                           | سوزی ترور                       | مرکز شهر نیویورک          | رمزگذاری می‌کند! |
| ۲۰۱۵      | مسافرخانه                                               | لیندا میسون                     | مونی                      | منطقه ای        |
| ۲۰۱۶      | نردس                                                    | سالی                            | تئاتر لانگیکر             | برادوی (لغو)    |
| ۲۰۱۷      | منجمد                                                   | پرنسس آنا                       | تئاتر Buell               | خارج از شهر     |
| ۲۰۱۸–۲۰۲۰ | منجمد                                                   | پرنسس آنا                       | تئاتر سنت جیمز            | برادوی          |

## جوایز و نامزدها
| سال  | مراسم اهدای جایزه          | دسته‌بندی                            | نامزد          | نتیجه    |
| ---- | -------------------------- | ----------------------------------- | -------------- | -------- |
| ۲۰۱۲ | جوایز فرد و آدل استر       | رقصنده زن برجسته در یک نمایش برادوی | لیستراستا جونز | نامزدشده |
| ۲۰۱۸ | جایزه لیگ درام             | عملکرد برجسته                       | منجمد          | نامزدشده |
| ۲۰۱۸ | جایزه دایره منتقدین بیرونی | بازیگر برجسته در یک موزیکال         | منجمد          | نامزدشده |